# Lass die Sonne in dein Herz
Lass die Sonne in dein Herz is een lied van de band Wind. Het was de Duitse inzending van het Eurovisiesongfestival van 1987. Het behaalde de tweede plaats achter Hold me now van de Ierse zanger Johnny Logan. Het nummer werd geschreven door Bernd Meinunger op muziek van Ralph Siegel. Beide musici schreven ook het winnende nummer van 1982, Ein bißchen Frieden.
Wind bracht het dat jaar onder meer uit als openingslied van het gelijknamige album. De single werd een hit in meerdere landen. De B-kant van de single varieerde van land tot land. In Nederland was dat de Engelstalige versie Let the Sun shine in your heart. In andere landen was die versie de A-kant van de single met 'Cause of you op de B-kant. In Duitsland zelf verscheen Immer dabei op de B-kant. 
Van het nummer verschenen in de loop van de jaren drie Nederlandstalige versies: Lekker zonnen (1990) van Arne Jansen, Laat de zon toch in je hart (1998) van Jo Vally en Laat de zomer in je hart (2011) van Wolter Kroes. Verder verscheen in het Duits in 2006 nog een cover ter ere aan de componist, op het album Celebrating Ralph Siegel: Young German Jazz - Germany 12 Points. Dit album kwam van Carsten Daerr, Henning Sieverts en Bastian Jütte.

## Hitnoteringen
| land/hitlijst         | pieknotering | weken |
| --------------------- | ------------ | ----- |
| Nederland (Hitparade) | 20           | 11    |
| Nederland (Top 40)    | 19           | 6     |
| België (Vlaanderen)   | 26           | 11    |
| Duitsland             | 20           | 11    |
| Oostenrijk            | 18           | 4     |